# John Ronald Reuel Tolkien

John Ronald Reuel Tolkien CBE FRSL (Bloemfontein, 3. siječnja 1892. – Bournemouth, 2. rujna 1973.), bio je engleski književnik, pjesnik, filolog i sveučilišni profesor. Najpoznatiji je kao autor djela Hobit, Gospodar prstenova i Silmarillion.
Služio je kao Rawlinson i Bosworth profesor anglosaksonskog, kao član Pembroke Collegea od 1925. do 1945. i kao Merton profesor engleskog jezika i književnosti na Merton Collegeu u Oxfordu od 1945. do 1959. Bio je blizak prijatelj poznatih pisaca fantastike i kršćanske apologetike C.S. Lewisa, Owena Barfielda i Charlesa Williamsa koji su zajedno, izmjenjujući mišljenja, ideje i djela u radu, bili poznati kao grupa Inklings. Kraljica Elizabeta II. imenovala je Tolkiena zapovjednikom Reda Britanskog Carstva 28. ožujka 1972.
Nakon Tolkienove smrti, njegov sin Christopher objavio je niz radova na temelju opsežnih bilješka i neobjavljenih rukopisa svoga oca uključujući i Silmarillion koji s Hobitom i Gospodarom prstenova čini spojenu strukturu priča, pjesama, fiktivne povijesti, konstruiranih jezika i književnih eseja o svjetovima zvanim Međuzemlje i Arda. Između 1951. i 1955. godine, Tolkien primjenjuje naziv legendarium za veći dio tih spisa.
Iako su mnogi drugi autori objavljivali radove iz područja fantastike prije Tolkiena, veliki uspjeh Hobita i Gospodara prstenova je dovelo do popularizacije ovog žanra. Prema tome Tolkien se popularno zove ocem moderne fantastičke literature ili, točnije, visoke fantastike. Godine 2008., prema listu The Times rangiran je kao šesti na popisu 50 najvećih britanskih pisaca od 1945. godine.

## Životopis
Tolkienovi roditelji su se upoznali 1888 u Engleskoj kada je Arthur Reuel Tolkien imao 31 godinu dok je Mabel Suffield tek navršila 18 godina, te je ona odmah prihvatila zaruke no njezin otac, John Suffield, nije bio zadovoljan. Mabel je bila premlada za brak pa je vjenčanje odgođeno na dvije godine. Godine 1891. Arthur i Mabel vjenčali su se, no John Suffield ni sada nije bio zadovoljan. I dalje ponosan, unatoč bankrotu, držao je da se obitelj Tolkien ni u čemu ne može mjeriti s poštovanim Suffieldovima. Unatoč nezadovoljstvu, dao je novovjenčanom paru svoj blagoslov.
Arthur Tolkien bio je Englez po rođenju, no njegov je obiteljski bankarski posao u Engleskoj osiromašio. Godinu dana nakon što je zaprosio Mabel, zaključio je kako je Južna Afrika daleko unosnija te se na trotjedni put u Bloemfontein gdje mu se pridružila i zaručnica za njihovo vjenčanje dvije godine kasnije. Mabel baš i nije bila jako zadovoljna što mora boraviti u toj zemlji – u pismu svojoj obitelji rekla je kako je Bloemfontein „Slijepa divljina! Strahovita pustoš!" No, uz dijamante i zlato kojima je obilovao taj dio Afrike i klimom koja je pogodovala Arthurovom već otprije slabom zdravlju, činilo se da će Tolkienovi ostati neko dulje vrijeme.
4. siječnja 1892. Tolkien je napisao svojoj majci:
„Draga majko,
Ovoga tjedna imam dobre vijesti za tebe. Prošle noći (3. siječnja) Mabel mi je podarila prekrasnog sinčića. Rodio se malo prije vremena, no snažan je i dobro je, a Mabel je sve izdržala zbilja prekrasno. Beba je (naravno) slatka. Ima predivne ruke i uši (vrlo duge prste), vrlo svijetlu kosu, 'Tolkienove' oči i jako izražena 'Suffieldovska' usta. Općenito, djeluje kao vrlo ljupko izdanje svoje tete Mabel Mitton. Kad smo jučer prvi puta pozvali doktora Stollreithera, rekao je da se radi o lažnoj uzbuni pa je poslao bolničarku kući, no pogriješio je pa sam ga zvao opet oko osam sati, a tada je ostao sve do 12:40, kada je morao popiti viski za dječakovu sreću. Dječakovo prvo ime bit će John, prema djedu, vjerojatno sve skupa John Ronald Reuel. Mab ga želi zvati Ronald, a ja želim da bude John i Reuel..."
Iako mu je prvo ime bilo John, gotovo su ga svi zvali Ronald. Prijateljima u školi bio je „John Ronald", a poslije je s vremenom postao poznat kao „J.R.R.T." ili „Tollers".

### Djetinjstvo
Majmuni, zmije i pauci bili su opasnosti kojima je obilovala Južna Afrika. Mladog Ronalda, kad je tek prohodao, jednom je ugrizla tarantula, no njegova njegovateljica isisala je sav otrov. Kasnije je uvijek govorio kako nema nikakvu osobitu averziju prema paucima, no paučnjaci divovskih razmjera ipak su se često pojavljivali u njegovim djelima.
Mabel Tolkien i dalje nije voljela život u Južnoj Africi i željela se vratiti u Englesku, bar u posjet. Nažalost, put je morao biti odgođen do rođenja njezina drugog sina. Hilary Arthur Reuel rodio se 17. veljače 1894. Hilary je bio zdravo dijete, nimalo nalik svome starijem bratu, koji je bio pomalo nježan i često pobolijevao. Dječakov otac, Arthur, isto bi tako pobolijevao kao i njegov stariji sin kad bi se vratio u Englesku; stalni boravak u domovini držao je pogubnim za svoje zdravlje.
Ipak, u travnju 1895. godine Mabel se sa svojim sinovima ukrcala na S.S. Guelph i otputovala u Englesku. Arthur je obećao da će im se pridružiti kasnije. Ronald je tada upoznao svoje rođake s majčine strane, a i zdravlje mu se prilično poboljšalo. Te zime, usprkos Ronaldovom oduševljenju prvim okićenim božićnim drvcem što ga je ikada vidio, vijest kako je Arthur obolio od reumatske groznice i neće moći doći dok mu se zdravlje ne poboljša, bacila je sjenu na blagdansko raspoloženje.
Dana 14. veljače 1896. godine obitelj je primila brzojav u kojemu je stajalo da je Arthur pretrpio ozbiljno krvarenje. Umro je sljedećeg dana.
Nakon što se djelomično oporavila od suprugove smrti, Mabel Tolkien zaključila je da ne može iskorištavati svoju obitelj i ostati s njima. Pronašla je jeftinu kuću od opeke u selu Sarehole i obitelj se tamo preselila toga ljeta. Prije no što su otišli, Ronald je od svoje tete Grace saznao priču o povijesti svog prezimena. Rekla je kako je obiteljsko ime izvorno bilo „von Hohenzollern". Za opsade Beča 1529. godine, George von Hohenzollern izveo je uspješan prepad na Turke pa je dobio nadimak „Tollkühn", što znači „ludo hrabar". Obitelj je također vjerojatno bila ženidbeno povezana s francuskim plemstvom: francuska verzija imena „Tollkühn" bila je „du Téméraire". Teta Grace ispričala je i priču o tome kako je obitelj anglizirala svoje prezime kako bi izbjegla giljotinu za vrijeme Francuske revolucije.
Mabel je odlučila sama podučavati Ronalda i Hilaryja dok ne dorastu dovoljno kako bi se mogli upisati u školu „King Edward", najbolju osnovnu školu u gradu. Naposljetku, Mabel je znala francuski, njemački i latinski, znala je slikati i crtati te je svirala glasovir. Zaključila je kako može podučavati dječake nekoliko godina.
Promet kraj njihove kuće bio je vrlo rijedak i grad Birmingham izgledao je vrlo udaljen. Tu su bili livada, mala rijeka, stari mlin, jezerce, polja – sve što bi dvojica malih dječaka poželjela istraživati. Brali su gljive i bježali pred njihovim vlasnikom „Crnim ljudožderom", kako su ga nazivali Ronald i Hilary. Osim boravka u prirodi, tu su bile i nove riječi Warwickshireskog narječja koje su braća učila, kao što su „miskin" za kantu za smeće ili „gamgee" za pamučno predivo.
Mabel Tolkien uskoro je počela podučavati obojicu dječaka. Ronald je od početka bio dobar s riječima: s četiri godine znao je čitati, a uskoro i vrlo vješto pisati. Volio je latinski, a puno manje francuski. Nije ga zanimalo sviranje glasovira; riječi su mu bile dovoljno muzikalne. Volio je crtati (osobito drveće, kojim se oduševio još onda dok je promatrao svoga oca kako sadi stabla u Bloemfouteinu), a njegove estetske težnje izražavale su se u elegantnom i kićenom rukopisu.
Kako je Ronald pokazivao strast prema svemu vezanom uz riječi, majka mu je davala mnoge knjige na čitanje. Najmilije su mu bile knjige o Crvenim Indijancima, legende o Arthuru, „Curdie" knjige Georgea Mac Donalda i „Crvena knjiga o vilama". Manje ga je privlačio „Otok s blagom", a „Alice u zemlji čuda" bila mu je samo donekle zanimljiva.
Do 1900. Tolkienovi su imali topao odnos sa svojim rođacima, no toga se proljeća sve promijenilo. Mabel i njena sestra May prešle su na katoličanstvo, što njihov otac nije prihvaćao. Kao unitarist, užasno se razljutio i osjećao osramoćenim ovim događajem. Mayin suprug zabranio joj je da ikada više samo i zakorači u katoličku crkvu, a njegova mala novčana pomoć za Mabel i njezine sinove ukinuta je.
Godine 1899., kad mu je bilo sedam godina, Ronald je bio dovoljno star kako bi se pokušao upisati u školu „King Edward". Nije uspio, no iduće je godine pokušao ponovo i ovoga puta se upisao. Put od Sareholea do škole bio je dug i zamoran, a vlakovi su bili preskupi. To je značilo preseliti se iz lijepe seoske kuće u Moseley koji se nalazio blizu središta grada.
Ronaldu je trebalo gotovo čitavo prvo polugodište kako bi se prilagodio životu u gradu i užurbanoj školskoj atmosferi, no ubrzo mu se to svidjelo. Kada mu je bilo deset godina, Mabel je zaključila kako joj se više ne sviđa crkva u koju je išla, a i škola „King Edward" bila je preskupa, no osnovna škola sv. Filipa, koja se nalazila blizu crkve Birmingham Oratory – Mabeline nove omiljene crkve, bila je jeftinija i mogla je osigurati katoličko obrazovanje za Ronalda i Hilaryja.
Do 1903. Ronald je bio daleko bolji od svojih kolega u školi koja je imala niže standarde obrazovanja nego škola King Edward. Dobio je stipendiju za svoju prijašnju školu, u koju se vratio te jeseni. Hilary se nije uspio upisati pa ga je majka neko vrijeme podučavala kod kuće. Ronald je učio grčki (koji ga je osvojio, iako mu je izgledao strano), čitao Shakespearea (kojeg nije pretjerano volio) i slušao profesora kako čita „Canteburyjske priče" na originalnom srednjovjekovnom engleskom u kojemu je neobično uživao.
Godine 1904. Mabel Tolkien završila je u bolnici s dijagnozom dijabetesa. Tog se ljeta, međutim, dovoljno oporavila kako bi napustila bolnicu i, uz pomoć oca Francisa, Tolkienovi su mogli ostati u crkvenom oporavilištu na selu. U studenome je iznenada kolabirala i pala u dijabetičku komu. Umrla je 14. studenoga s ocem Francisom i sestrom May uz svoju postelju. Ronald je imao dvanaest godina i bio je siroče.
Bojeći se da će rođaci dječake pokušati vratiti na protestantizam, otac Francis morao je vrlo pažljivo odabrati njihovo boravište. Na kraju je otkrio kako njihova teta Beatrice Suffield nema religijskih afiniteta pa će Ronald i Hilary kod nje biti sigurni i sretni. Hilary nije bio ni blizu tako izbezumljen kao njegov brat i uživao je s prozora gađati kamenjem mačke. Ronald je bio očajan zbog majčine smrti i ružnog industrijskog susjedstva s mnogim tvornicama. Teta Beatrice spalila je osobne papire i pisma njihove majke ne pitajući se bi li ih dječaci možda voljeli zadržati.
Svijetla točka je bila što je Birmingham Oratory bio blizu i otac Francis postao je „zamjenski otac" Ronaldu i Hilaryju. Hilary se konačno upisao u školu „King Edward". Ronald se sprijateljio s učenikom Christopherom Wisemanom i s njim se prijateljski nadmetao (Ronald je bio najbolji u razredu, Wiseman drugi). Obojica su uživali u ragbiju i mogli su razgovarati o religiji bez međusobnog vrijeđanja (Wiseman je bio metodist). Ronaldovo obrazovanje postajalo je sve zahtjevnije. Utemeljeno na grčkom i latinskom, pružilo je Ronaldu priliku za studij anglosaskog. Oduševljavali su ga „Beowulf" (najprije preveden, a zatim i na originalnom staroengleskom jeziku), „Sir Gawain" i „Zeleni Vitez" te priče o zmaju Fafniru i pobjedniku nad njim – Sigurdu (staronordijske priče) koje su ga fascinirale od dječačkih dana.
Glavna ljubav Tolkiena je bila filologija, znanost o riječima. To je dovelo do stvaranja novog jezika. Ronald i njegove sestrične Mary i Marjorie zajednički su stvorili svoj vlastiti jezik, „animalic". Vrlo jednostavan, bio je sastavljen uglavnom od životinjskih imena. "Pas slavuj djetlić četrdeset" značilo je "ti si magarac". Nakon što je Marjorie, starija sestrična koja je patila od blage zaostalosti, odustala, Ronald i Mary počeli su raditi na drugom jeziku „nevboshu". Na tom jeziku su rođaci napisali šaljivu pjesmicu:
„Dar fys ma vel gom co palt: "Hoc
Pys go iskili far maino woc?
Pro si go fys do roc de
Do cat ym maino bocte
De volt fact soc ma taimful gyroc!"
Prevedeno, to je značilo:
„Bio jedan starac koji je rekao: "Kako
Bih mogao nositi svoju kravu?
Jer ako ju zamolim da uđe
U moju košaru
To bi izazvalo tako strašnu svađu!"
To je bio jedan od Ronaldovih prvih ozbiljnijih pokušaja stvaranja svoga vlastitog jezika, no nije se tu zaustavio. Proučavajući grčki, trudio se tvoriti riječi u grčkom stilu. Sad je želio stvoriti jezik ozbiljniji od „nevbosha" pa se okrenuo zbirci španjolskih knjiga oca Francisa. Novi jezik zvao se „naffarin" i nastao je pod velikim utjecajem španjolskog. Rad na njemu izmorio je Ronalda pa se odmarao proučavajući „Primer", Josepha Wrighta i gotski jezik što ga je ispunjavalo velikim zadovoljstvom. Tako je zaključio kako je sljedeći korak u njegovim naporima u stvaranju jezika izumiti vlastiti alfabet koji je nazvao svojim „privatnim jezikom".

### Mladost
Otac Francis napokon je uvidio kako Ronald i Hilary nisu sasvim zadovoljni životom kod tete Beatrice. Dogovorio se s gospođom Faulkner i početkom 1908. godine dječaci su uselili k njoj. Nisu bili jedini stanari jer je gđa Faulkner živjela sa suprugom, kćeri i služavkom. Jedini drugi podstanar bila je tamnokosa i sivooka osamnaestogodišnjakinja bez roditelja, Edith Bratt.
Edith i braća Tolkien slagali su se vrlo dobro, a osobito su se jedno drugome sviđali Ronald i Edith. Bila je tri godine starija; on nije dijelio njezin interes za sviranje glasovira, a nju nije zanimala njegova ljubav prema jezicima. To im nije smetalo pa su zajednički krali hranu iz kuhinje i organizirali tajne gozbe u Edithinoj sobi. Povremeno su odlazili u čajane i ubacivali šećer u šešire prolaznika. Na ljeto nakon što su se upoznali, shvatili su da su zaljubljeni.
Negdje u jesen 1909. godine Ronald i Edith su otišli na vožnju biciklima jedva uspjevši svoj izlet zadržati u tajnosti. Popili su čaj u selu Rednal i nakon toga se vratili (odvojeno, naravno). No žena koja ih je poslužila čajem obavijestila je domaćicu „Oratory Housea", gđu Church, kako je Ronald bio na čaju s nepoznatom djevojkom. Gđa Church to je prenijela kuharu, a on je rekao ocu Francisu.
Otac Francis bio je zaprepašten. Ne samo što je Edith bila tri godine starija od Ronalda, već su njih dvoje i živjeli u istoj kući. Zahtijevao je od Ronalda da ta veza odmah prestane, a Ronald koji po prirodi nije bio buntovnik i poštovao je oca Francisa, pristao je. Ronald i Hilary bili su prisiljeni napustiti kuću gđe Faulkner.
U to je vrijeme Ronald učio kako bi dobio stipendiju za sveučilište u Oxfordu. Prije nego što je otac Francis otkrio njegovu „nepriličnu" vezu, polovica njegovih misli bila je usmjerena na njegov „privatni jezik", a polovica na Edith i gotovo uopće nije obraćao pažnju na Oxford. U želji da se dokaže i ocu Francisu usmijerio je svu pažnju učenju, no nije se uspio upisati. Iako je konkurencija za Oxford bilo više nego oštra, Ronald je bio potišten. Njegov je jad vidljiv u dnevniku iz siječnja 1910.: „Deprimiran i u mraku više nego ikada do sada. Bože, pomozi mi. Osjećam se slab i iscrpljen."
Ronald i Edith odlučili su sastajati se tajno pa su vlakom odlazili na selo i tamo se sretali. Za 21. rođendan Ronald je Edith kupio ručni sat, a ona njemu nalivpero za njegov osamnaesti. Nažalost, ponovo su viđeni zajedno i otac Francis mu je zabranio da je viđa i piše joj dok ne napuni 21 godinu. No 15. veljače Ronald je slučajno sreo Edith i rekao joj da mu je zabranjeno pisati joj. Slučajno ju je ponovo sreo 21. i 23. veljače, a 26. veljače od oca Francisa dobio je pismo u kojem je nazvao te njihove „slučajne" sastanke zlima i budalastima i zaprijetio kako će onemogućiti Ronaldovu sveučilišnu karijeru ako ne prestane s tim.
Ronald je još jednom vidio Edith u noć 2. ožujka. U svom dnevniku napisao je: "Na uglu Francis Roada prošla je kraj mene na svome biciklu na putu prema stanici. Možda ju neću ponovo vidjeti tri godine."
Kako bi istjerao iz glave misli o Edith, Ronald je prionuo na učenje s obzirom na to da je pao na prijemnom za Oxford i još je uvijek bio u školi King Edward. On i nekoliko starijih učenika (Christopher Wiseman, R. Q. Gilson i dvojica ili trojica starijih) nadgledali su školsku knjižnicu i osnovali „Tea Club" i „Društvo Barrovian", kasnije poznate kao T.C.B.S. Kasnije se skupini, kao četvrti, priključio i Geoffrey Bache Smith, premda je bio tri godine mlađi od Ronalda.
Međutim, Ronald ipak nije osobito mario za knjigu. I dalje je bio vrlo zainteresiran za ragbi u kojem je uživao satima premda je to ponekad dovodilo i do ozljeda: jednom je slomio nos, a jednom razrezao jezik čemu je pripisao svoj nerazgovjetan govor (iako je pravi razlog bio taj što je u Tolkienovoj glavi uvijek bilo puno ideja koje je želio izreći odjednom). Drugi izvor zadovoljstva bilo mu je debatiranje. U King Edwardu je bio običaj debatirati na latinskom. Ostali jezici bili su puno zabavniji. Tako je on, nakon što je preuzeo ulogu zagovornika grčkoga, odlučio govoriti grčki. Uzevši ulogu predstavnika barbara, počeo je govoriti gotski. U drugim je prigodama govorio anglosaski.
U prosincu je bio spreman za novi pokušaj stjecanja oxfordske stipendije. Dana 17. prosinca je na svoje oduševljenje saznao da je dobio „Open Classical Exibition" na „Exeter Collegeu". Školarina je iznosila 60 funti godišnje i, premda je Ronald zaslužio i mnogo više, to je ipak bilo veliko postignuće.
Ronaldu su se svidjeli Oxford i njegov vlastiti koledž, Exeter, od prvog trenutka kad ih je ugledao. Bio mu je pravi dom, njegovo ime pisalo je na dnu stepenica, prostor u kojem je živio bio je lijep – bilo je to čisto savršenstvo. Nažalost, značilo je i to da je bilo teško održavati skromni budžet kako je to morao Ronald. Sam je na kraju svoje prve godine rekao: „Stvari vezane uz novac nisu jako radosne." Međutim novčani problemi nisu ga obeshrabrili pa se pridružio mnogim klubovima osnovavši čak i svoj vlastiti: „Apolaustics" (što bi značilo „oni koji su posvećeni samougađanju"). Članovi su bili novi studenti poput Ronalda pa su diskutirali i debatirali, pušili i razgovarali i, živeći prema imenu svoga kluba, ugađali samima sebi.
Što se tiče akademskog dijela svog oxfordskog iskustva, Ronalda su naročito zainteresirali germanska književnost i komparativna filologija, vratila mu se njegova ljubav prema riječima. Ovaj drugi predmet predavao mu je Joseph Wright, čovjek skromnoga podrijetla koji je postao vrlo uvaženi profesor jezika. Wright je poticao Ronalda na učenje velškog koji je Ronalda fascinirao svojim dugačkim i teško izgovorljivim riječima još otkako je bio dječak.

### Zaruke
Iako zaokupljen studijem i klubovima, Ronald nije zaboravio jedan vrlo važan dan: 3. siječnja 1913. godine, svoj 21. rođendan. Konačno se oslobodio zabrane viđanja i pisanja Edith Bratt. Čim je sat otkucao ponoć i proglasio početak 3. siječnja, Ronald je zgrabio pero i napisao pismo djevojci za koju se nadao da će mu postati ženom. Edith je u odgovoru napisala da je zaručena za Georgea Fielda, brata svoje prijateljice Molly.
Čekao je tri duge godine pretpostavljajući da je i ona zadržala iste lijepe uspomene i naklonost prema njemu i da kao i on jednako nestrpljivo čeka njegov 21. rođendan. Jedini razuman postupak bio je zaboraviti je, no, nakon svih obećanja koja su si dali, bilo je nemoguće razumno postupiti. Ronald se ukrcao u vlak za Cheltenham i otišao preklinjati Edith da se uda za njega umjesto za Georgea.
Čim se susreo s Edith na peronu, Ronald je znao da će mu se vratiti jer je pristala udati se za Georgea, jedinog mladića kojeg je poznavala osim Ronalda zato što je mislila da on za nju više ne mari. Nakon cjelodnevnog razgovora s Ronaldom, pristala je vratiti Georgeu zaručnički prsten, raskinuti zaruke i udati se za Johna Ronalda Reuela Tolkiena. George i njegova obitelj isprva su bili ljuti i uzrujani, no nakon nekog vremena smirili su se i planovi o vjenčanju Georgea i Edith bili su zaboravljeni.
Ronald je o svojim zarukama obavijestio oca Francisa, koji im je nevoljko dao svoj blagoslov. Edith se na Ronaldovo inzistiranje obratila s engleske crkve na rimokatolicizam. Od oca Murphyja iz Warwicka primila je vrlo nedostatnu poduku o katolicizmu koju je okrivljavala za svoje kasnije nezadovoljstvo crkvom. Međutim, Ronald i Edith počeli su se svađati. Više se nisu tako dobro poznavali kao ranije. Ronaldova pisma bila su puna kićenih opisa zabavnog života na Oxfordu dok je Edith sjedila kod kuće potišteno čitajući o Ronaldovoj sreći. Morala je otići od svog strica kod kojeg je boravila prije nego što se obratila na katoličanstvo i sad je živjela dosadnim i monotonim životom sa svojom rođakinjom, Jennie Grove.
Ronald srećom nije imao nevolja s članovima svoga T.C.B.S. kluba kad ih je obavijestio o zarukama. Svi su mu čestitali, znajući da će on uvijek ostati onaj isti pouzdani John Ronald kojeg su poznavali. Međutim, vjenčanje se i dalje odgađalo i to ne Ronaldovom i Edithinom željom. Bila je 1914. godina i približavao se početak Prvog svjetskog rata.

### Prvi Svjetski rat
Ronald nije žudio za tim da se pridruži britanskoj vojsci, kao što je izgledalo da je slučaj s mnogim drugim mladim ljudima. Pravi je poticaj bio kad je čuo da se može pripremati za vojsku dok je na sveučilištu i odgoditi službu dok ga ne završi. Bio je sretan i kad je saznao da se prijavio i njegov prijatelj i član T.C.B.S.-a, G. B. Smith, i da će možda biti u istom pješačkom puku, a možda čak i u istom bataljunu.
Započelo je vojničko vježbanje čemu se Ronald nije protivio. Čak je izgledalo da mu se sviđa takav dvostruki život studenta i vojnika. Godina 1914. došla je i prošla, uz sastanke T.C.B.S.-a. Članovi kluba – Ronald, Christopher Wiseman, R.Q. Gilson i G.B. Smith – uživali su osjećajući se „četiri puta intelektualnijima" kada su zajedno. Ronald je 1915. završio svoj posljednji ispit iz engleskog jezika i književnosti postigavši najviša priznanja na kakva bi svaki student bio ponosan.
Međutim, njegovo je napredovanje završilo, morao se prihvatiti nezadovoljavajuće dužnosti drugog poručnika. Čak nije služio u istom bataljunu u kojem se nalazio G.B. Smith kao što se nadao. Dani su bili neugodni, sivi i tegobni, a „zatupljujuće mrtvilo umjetnosti ubijanja" bilo je daleko od zadovoljstva. Ronald je koristio vrijeme kako bi naučio vještine signaliziranja (kao što su Morseov kod, signalne rakete i golubovi pismonoše) pa je imenovan bataljunskim časnikom za signaliziranje.
U vrijeme kad se bataljun trebao otputiti u Francusku, zbio se važan događaj. U srijedu, 22. ožujka Ronald Tolkien i Edith Bratt vjenčali su se u Warwicku. Odabrali su srijedu u spomen na dan njihovog prvog ponovnog susreta 1913. godine. Par se uputio na bračno putovanje, no ubrzo nakon povratka Ronald je konačno morao napustiti Englesku. Tek je smjestio Edith u novu kuću i bio oženjen nepuna tri mjeseca kad je morao prijeći Engleski kanal kako bi se borio u Francuskoj.
Stigavši u Calais, Ronald je otkrio da je njegova kompletna vojna oprema nestala pa je uz velike poteškoće posuđivao i kupovao novu. Ipak je imao dovoljno vremena. Tri duga tjedna sporo su se vukla dok je Ronald, kako bi utrošio vrijeme, pisao pjesme i slušao galebove. Divio se podređenim mu vojnicima, najodanijim i najpostojanijim ljudima koje bi itko mogao poželjeti. Konačno, bataljun je krenuo prema Sommi odakle se čula udaljena grmljavina topova. Britanci su 1. srpnja navalili na njemačku obranu. R.Q. Gilson bio je u najžešćoj bitci; Ronald je ostao u rezervi. Bitka je završila poražavajuće: 20.000 ubijenih, samo prvoga dana. Dva tjedna kasnije Christopher Wiseman obavijestio je Ronalda da je Gilson ubijen. Klub T.C.B.S. počeo se raspadati.
Ronaldov je bataljun također ušao je u bitku, no s teškim gubicima. Ronald je ostao neozlijeđen iako mu je smrt svakodnevno bila za petama. Trebao je otići na odsustvo, ali to se odugovlačilo i dani su se činili beskrajno dugi. Obolio je od rovovske groznice koja se stalno pogoršavala, no ta je bolest postala blagoslov u nevolji. Poslan je natrag u Englesku i vratio se Edith, a onda je dobio pismo od Chistophera:
„H.M.S. Superb, 16. prosinca 1916. Dragi moj J.R. Upravo sam saznao novosti od kuće o G. B. Smithu... koji je podlegao ozljedama od granate 3. prosinca. Za sada ne mogu reći ništa više. Ponizno molim svemogućeg Boga da ga budem dostojan. Chris"
G.B. Smithovo posljednje pismo Ronaldu stiglo je nedugo prije toga:
„Glavna mi je utjeha ako noćas budem ubijen – za nekoliko minuta prestaje mi dužnost – to što će ipak ostati član velikog T.C.B.S.-a koji će reći o čemu sam sanjao i u čemu smo se svi slagali. Jer, smrt jednog od njegovih članova ne može, uvjeren sam, razbiti T.C.B.S. Smrt nas može učiniti bespomoćnima kao pojedincima, no ne može dokrajčiti besmrtnu četvoricu! To je otkriće o kojem namjeravam večeras razgovarati s Robom (R.Q. Gilson) prije nego što odem. To napiši i Christopheru. Neka te Bog blagoslovi, moj dragi Johne Ronalde i reci ono što sam ja pokušavao reći, dugo nakon što više nisam tu da to kažem, ako je to moja sudbina.
Tvoj uvijek,
B.B.S."
Posljednje riječi Geoffreya Bache Smitha upućene Ronaldu bile su: „Reci ono što sam ja pokušavao reći, dugo nakon što više nisam tu da to kažem." Iako je tugovao zbog smrti prijatelja, te su riječi Ronaldu predstavljale inspiraciju, izazov. Vratili su se svi njegovi snovi o jezicima i mitologiji. No to nije bio prvi put da je sanjao o vlastitoj mitologiji: uvijek je govorio kako Engleska nema „pravu" mitologiju. Čak su i priče o Arthuru, premda prema svemu izrazito britanske, vjerojatno posuđene iz velških mitova. Engleskoj je bila potrebna njezina vlastita junačka priča i Ronald se pripremao stvoriti je.
Ponovno u engleskoj provinciji s Edith, Ronald je u svoju bilježnicu napisao naslov: „Knjiga izgubljenih pripovjedaka". To je naslov prve knjige koja će jednog dalekog dana postati dijelom velike zbirke od dvanaest knjiga pod nazivom „History of Middle-Earth". Neki dijelovi ove priče u skraćenom se obliku nalaze i u njegovu poznatom Silmarillionu.
Na površinu je opet izbila vratila Ronaldova ljubav prema riječima. Za njega, ime je bilo važnije od svega, a osobnost je došla kasnije – iako bi ponekad u strastvenom pisanju žvrljao imena bez ikakvog lingvističkog značenja, što su samo "zvučala dobro". No imena su vrlo važna i mnoga imaju složena i odgovarajuća značenja. Do 1917. Ronaldov izmišljeni jezik utemeljen na finskom, Quenya, bio je već vrlo razrađen. Quenya je "porodila Sindarin", jezik više baziran na velškom.
Početkom 1917. godine Edith je zatrudnjela. Ronald se oporavio od rovovske groznice i ponovno je trebao otići u Francusku, no čeznuo je za tim da ostane u Engleskoj. Ponovo se razbolio i bolest mu je pružila uvjerljivu ispriku za ostanak u domovini.
Dana 16. studenoga 1917. rođen je John Francis Reuel Tolkien. Francis je bilo u čast oca Francisa Xaviera Morgana, no osim toga, dječak je ime dobio po svome ocu. Ronald je sad bio boljega zdravlja, a postao je i poručnikom. Njegove slobodne dane provodili su lutajući šumama, Edith bi pjevala i plesala, pri čemu bi njezina tamna kosa ljupko lepršala za njom. Ronaldu je bila inspiracija za lijepu vilenjakinju Lúthien, koja je jedan od najvažnijih likova u Silmarillionu. Priča o Lúthien i njezinoj smrtnoj ljubavi Berenu Ronaldu je bila jedna od najdražih.
Prvi svjetski rat završio je 11. studenoga 1918. Ronald se proteklih godina često razbolijevao i ozdravljivao, no napokon se osjećao dobro. Kasnije istoga mjeseca, on, Edith, John i Edithina rođakinja Jennie Grove preselili su se u Oxford.

### Akademska i književna karijera
Ronald je započeo rad na novom rječniku engleskog jezika, u čemu je neobično uživao. No njegovi vlastiti jezici bili su mu još uzbudljiviji i stvaranje vlastitog "Rimilskog alfabeta" oduševljavalo ga je. U studenom 1920. zbila su se dva važna događaja za obitelj Tolkien. Toga mjeseca rodio se njihov drugi sin, Michael Hilary Reuel Tolkien. Nedugo prije toga na University of Leeds otpočeo je prvi semestar, s Ronaldom kao predavačem engleskog jezika. Skupa s Kanađaninom E. V. Gordonom završio je Middle English rječnik i novo izdanje Sir Gawaina i Zelenog Viteza. Njih dvojica osnovali su Viking klub. Smišljali su "obične stihove o studentima, prevodeći ih na anglosaksonski i pjevali drinking songs na staronordijskom." (Humphrey Carpenter, Tolkien: A Biography, p. 118) Obojica su bili omiljeni nastavnici.
U proljeće 1923. Ronald se ponovo razbolio i ovoga se puta njegova prehlada pretvorila u upalu pluća koja ga je bacila u krevet. Tada je k njima navratio njegov djed, John Suffield, kako bi mu u vrlo neprikladnom trenutku rekao da su i on i njegova obitelj degenerirani slabići.
Godine 1924. Ronald je postao profesorom engleskog jezika. Iste godine Edith je opet zatrudnjela. Ronaldov treći sin Christopher Reuel Tolkien, rođen je u studenom. No profesura za Ronalda još nije bila gotova. Katedra za anglosaksonski na Oxfordu bila je slobodna, Ronald se prijavio i dobio posao.
Dana 11. svibnja 1926. sazvan je sastanak Engleskih studija na Merton College (dio Oxforda) gdje je Ronald upoznao jednu novu osobu: dvadesetsedmogodnjišnjeg Clivea Staplesa Lewisa. Obično se predstavljao kao C.S. Lewis ili Jack za prijatelje.
Jack i Ronald razvili su blisko, doživotno prijateljstvo. Jack se pridružio Ronaldovom Islandskom klubu, Kolbitar, ili Coalbiters. Pročitao je Ronaldovu opsežnu pjesmu o Berenu i Lúthien i dao mu istovremeno i korisne i apsurdne prijedloge. No obojici su najvažnije bile njihove rasprave o religiji, pa je Ronald priveo Jacka kršćanstvu, ponavljajući mu kako nisu svi mitovi netočni i kako je priča o Isusu samo istiniti mit. Nažalost, kasnije napetosti u njihovom odnosu prouzročila je Jackova odluka da se vrati sjevernoirskom protestantizmu umjesto da postane katolikom, kako je Ronald priželjkivao.
Godine 1929. rodilo se Tolkienima njihovo posljednje dijete, Priscilla Mary Tolkien. Edith je konačno dobila kći koju je uvijek željela i kućanstvo je bilo ispunjeno djecom. No taj događaj nije toliko izmijenio njihov život kao ono što je uslijedilo nekoliko godina kasnije.
Jednog ljetnog dana na Northmoor Roadu Ronald je ocjenjivao ispite. Bio je to monoton posao, pa je odahnuo kad je vidio da je "jedan od kandidata milosrdno ostavio jednu stranicu potpuno neispisanu (a to je najbolje što se ispitivaču može dogoditi)" No ono što se dogodilo s tim praznim papirom postalo je legendarno: "Na njemu sam napisao: 'U rupi u zemlji živio je hobit'. Imena su u mome umu uvijek stvarala priču. Tako sam pomislio kako bih trebao otkriti što je taj hobit. No to je samo početak."
Sve ono čime se Ronald fascinirao i što je proučavao bilo je u epskom obliku. Proučavanja jezika pomogla su mu pri stvaranju imena; nordijske sage i arturijanske legende koje je uvijek volio utkane su u novu priču. I najvažnije od svega, iako to u početku nije namjeravao, svijet hobita postajao je i svijetom budućeg Silmarilliona. Ronaldov san o stvaranju prave engleske mitologije konačno se ostvario, a junaci su bili sam narod seoske Engleske.
Do 1936. godine Ronald je napustio Hobita. Bio je siguran kako je njegova prva ideja o smrti zmaja Smauga loša. "Bilbo zariva svoj mali čarobni nož. Zmajeve samrtne muke. Razbija zidove i ulazi u tunel." Hobit koji ubija zmaja nije se ni najmanje uklapao u Ronaldovu koncepciju hobita, a dok je doveo Smaugovu smrt do onoga što je postala konačna verzija, u kojoj ga je ubio hrabri strijelac Bard, njegova tri sina su narasla i izgubila zanimanje za Zimske priče, kako su ih nazivali. Činilo se da će i Hobit doživjeti sudbinu ostalih Ronaldovih napuštenih priča.
Elaine Griffiths, bivša Ronaldova učenica, vidjela je rukopis Hobita; pokazala ga je Susan Dagnall, uposlenoj u izdavačkoj kući Allen&Unwin. Susan je mislila da bi Allen&Unwin svakako razmotrili objavljivanje priče – samo kad bi imala odgovarajući završetak. Kontaktirala je Ronalda koji je potom požurio završiti priču i u listopadu 1936. imao je konačni rukopis. Predsjednik tvrtke Allen&Unwin, Stanley Unwin, dao je rukopis svome sinu, Rayneru Unwinu, desetogodišnjaku. Rayner je dobio šiling za sljedeći izvještaj:
"Bilbo Baggins je bio hobit koji je živio u hobitskoj rupi i nikada nije težio pustolovinama, dok ga čarobnjak Gandalf i njegovi patuljci nisu nagovorili da ode. Proveo je vrlo uzbudljivo vrijeme boreći se s goblinima i vargovima; na kraju su stigli do Usamljene planine i ubili zmaja Smauga i nakon strašne bitke s goblinima, vratio se kući – zanimljivo! Ovoj knjizi, uz karte koje ima, nisu potrebne nikakve ilustracije, dobra je i obraća se svoj djeci od 5 do 9 godina."
Stanley je povjerovao riječima svoga sina. Nakon nekoliko manjih prepirki između izdavača i autora (iako one Ronaldu i nisu izgledale beznačajne), Hobit je objavljen 21. rujna 1937. godine. Osim nekoliko zbunjujuće omalovažavajućih kritika, većina ih je bila pozitivna, knjiga se svima svidjela uključujući i C.S. Lewisa, koji je svom prijatelju uputio vrijedan kompliment sljedećim riječima: "Svatko kome se sviđa ovakva dječja knjiga koju mogu ozbiljno shvatiti i odrasli, morao bi zamijetiti da se u njegovoj konstelaciji pojavila nova zvijezda." Prvo izdanje rasprodano je toga Božića, sljedeće je izdano najbrže moguće, a nekoliko mjeseci kasnije pojavilo se i u američkim knjižarama.
Poslani su mu Mr. Bliss, Farmer Giles od Hama, Roverandom i Posljednja cesta. Ni jedna nije bila o hobitima i ni jedna nije tiskana. Tako je prije početka prosinca Ronald već pisao svoju novu "hobitsku priču". Novi junak koji je trebao zamijeniti već ostarjelog Bilba bio je Bingo Baggins, Bilbov sin. U pozadini Ronaldovih misli kao "lajtmotiv" bio je "povratak prstena". U veljači Bingo je postao Bingo Bolger-Baggins i sad je bio Bilbov nećak. Bingovi bratići i suputnici bili su Odo i Frodo. No tada je priča, koja je trebala biti još jedna vesela hobitska pripovijest, postala mračnija: niotkuda se pojavio Crni jahač.

### Međuzemlje
U ljeto 1938. godine Ronaldov prijatelj E. V. Gordon umro je u bolnici. Ovaj tragični događaj odgodio je Ronaldovo pisanje, a jednako tako i zabrinjavajuće stanje Christopherovog srca. No Ronald je znao da njegova knjiga odmiče, postajući sve mračnijom i epskijom i da zahtijeva nove likove. U priču je ušao Trotter, "neobični hobit smeđega lica", kojeg su Bingo, Odo i Frodo susreli u Breeu. On je bio prvotni daleki odjek kasnijeg Aragorna, no bilo je i drugih promjena. Ronald je bio vezan uz ime Bingo, no ipak je razmišljao o tome da ga promijeni u Frodo. Bilbov prsten sada je bio Vladajući Prsten Jedan iz Mordora, a i izvjesni Sam Gamgee utrpan je u već nabujalu priču. A Ronald je o svojem epu već govorio kao o "Gospodaru prstenova".
Sljedećeg se ljeta Bingo pretvorio u Froda, a priča je prestala biti dječjom. "Postajala je strašnijom od Hobita", kako je Ronald napisao Stanleyu Unwinu. Svijet Gospodara prstenova postao je svijet budućeg Silmarilliona, a "nastavak priče o hobitima" više je bio nalik Silmarillionu. Čak su i vilenjački jezici i Feanorski alfabet imali ulogu u novoj priči.
U rujnu je otpočeo Drugi svjetski rat i Michael Tolkien je postao protuzračni topnik. John je bio u Rimu, učeći za svećenika; kasnije će biti evakuiran. Christopher je studirao na Trinity College, i samo je najmlađe dijete, Priscilla, ostalo kod kuće. Ronald je bio nadzornik uličnog bloka za protuavionsku zaštitu. Gospodar prstenova je stajao na Balinovu grobu u rudnicima Morije. Na sreću, odlaganje je potrajalo samo godinu dana i čim je pisanje nastavljeno, pojavila se nova vrsta: enti. Ronald je oduvijek volio stabla, a vođa ovih pastira stabala, Treebeard, imao je čudan običaj: u govor je ubacivao "Hrum hroom". To je bilo po uzoru na C.S. Lewisa, tutnjava čijeg se glasa dok je predavao mogla čuti nadaleko. U ljeto 1943. ponovo je prestao s pisanjem.
Ronaldova nova kratka priča pod naslovom Leaf by Niggle postala je katalizator za Gospodara prstenova. Samo je stvarno pisanje inspiriralo Ronalda na nastavak rada, a C.S. Lewis pružao mu je neprestanu podršku. U travnju 1944. Ronald se vratio Međuzemlju i o tome pisao Christopheru (koji je tada u Južnoj Africi učio za pilota). Pojavile su se Mrtve baruštine, Faramir i Sheloba. Nakon mjeseci agonije konačno je završeno ono što će postati Dvije kule. Posljednje poglavlje dirnulo je Ronalda do suza.
Pisanje je opet zastalo 1945. godine, čak i nakon što je završen Drugi svjetski rat. Tada se pomalo udaljio od Jacka Lewisa koji je u to vrijeme oštro kritizirao Gospodara prstenova. Ronald je Jackove Narnijske kronike držao apsurdnima i bio je ozlojeđen Jackovom sposobnošću da stvara po jednu knjigu gotovo svake godine, dok se on još uvijek borio kako bi završio svoj "nastavak priče o hobitima". Konačno je u ljeto 1947. knjiga bila dogotovljena dovoljno kako bi Rayner Unwin mogao pročitati njezin veći dio. Rayner ju je proglasio "sjajnom pričom koja obuzima čitatelja" i alegorijom. Ronald time nije bio zadovoljan; alegorija je bila način pisanja koji mu se nikada nije sviđao, no oduševila ga je Raynerova pretjerana reakcija na knjigu.
Gospodar prstenova bio je napokon dovršen. Za to je trebalo nekoliko godina, djelomično i stoga što je Ronald bio nezadovoljan nekim dijelovima Hobita. To je, naravno, trebalo izmijeniti pa je taj posao odlagao završetak njegovog nastavka. Ronald, tada već gotovo šezdesetogodišnjak, poslao je C.S. Lewisu kompletan rukopis kako bi dobio njegovo mišljenje o knjizi. Iako je Jack napisao: "Ima poglavlja za koja bih volio da si ih napisao drugačije ili ih čak izostavio", pohvalio je knjigu rekavši: "gotovo da je ne mogu usporediti ni s čim što mi je poznato u pripovjedačkoj umjetnosti."
Gospodar prstenova trebao je izdavača, a Allen&Unwin definitivno nisu bili Ronaldov prvi izbor. Nije mu se svidjelo što su oni odbacili Silmarillion (istina je bila da su izjavili samo kako to nije priča o hobitima kakvu su željeli). Silmarillion je bio djelo koje se nadopunjavalo s Gospodarom prstenova; jedno bez drugoga nije se moglo razumjeti. Milton Waldman iz izdavačke kuće Collins zainteresirao se za objavljivanje obaju romana i Ronald je bio spreman napustiti tvrtku Allen&Unwin radi naizgled bolje prilike. Kako bi se oslobodio ranijih izdavača s kojima je imao prijateljski odnos, pisao im je obeshrabrujuća pisma govoreći kako je priču završio no "ona je potpuno neprimjerena djeci (ako je uopće ikome)" i da je njihov zahtjev za objavljivanjem i Silmarilliona i Gospodara prstenova "smiješan i zamoran". Dosađivao im je i upozoravajući na opsežnost knjige, držeći kako bi tvrtki Allen&Unwin to trebao biti dovoljan razlog. Stanley Unwin je predložio razbijanje knjige na nekoliko odvojenih dijelova. "Nemoguće", odgovorio je Ronald i nastavio ih obeshrabrivati. Stanley je ponovo za savjet upitao svog sina Raynera. Rayner je odgovorio kako čitajući Silmarillion nikad nije osjetio neki nedostatak i ako Ronald odbije pokušati inkorporirati odgovarajuće dijelove Silmarilliona u Gospodara prstenova, neki od njegovih sinova bi to mogao učiniti.
Stanley je napisao pismo Ronaldu. Ronald je povrijeđeno zahtijevao od izdavača da se odluče hoće li zajedno objaviti Silmarillion i Gospodara prstenova ili ne. Odgovor je bio: "Žalimo, ne". Tako je Ronald ipak uspio u svojoj namjeri. S Collinsom je sve išlo glatko do svibnja 1950., kada je Milton Waldman rekao: "Gospodaru prstenova hitno je potrebno skraćivanje". Ronald se opet našao u istoj nevolji sa svojom ogromnom pripovijesti što je sadržavala blizu pola milijuna riječi. Nimalo nije pomoglo kad je Miltonu rekao da bi i Silmarillion, kad ga završi, mogao biti gotovo jednako dugačak kao i Gospodar prstenova. Milton je otišao u Italiju gdje se razbolio. Izdavačka kuća nije znala gotovo ništa o poslu koji je Milton ugovarao i roman se našao jednako tako daleko od tiskanja kao što je bio i godinu dana ranije.
Papir je sad bio skup i Ronald je uputio ultimatum Collinsu. Zahtijevao je hitno tiskanje knjige, ili će je ponovo ponuditi tvrtki Allen&Unwin. Dana 18. travnja 1952. Collins je odbio i Allen&Unwin tako je postao Ronaldov jedini mogući izdavač. Morao se pomiriti s činjenicom da Silmarillion neće biti izdan zajedno s Gospodarom prstenova, kao i s mogućnošću da knjiga bude podijeljena na dijelove. No, bila je to jedina mogućnost i kad mu je 10. studenoga 1952. Rayner napisao da će knjiga biti objavljena, Ronald je bio presretan. Knjiga će biti podijeljena na tri dijela, a svaki će koštati 21 šiling. To bi mogao biti unosan pothvat, a opet, mogao bi Allen&Unwin dovesti i do bankrota – Gospodar prstenova nije bio namijenjen izričito odraslima, a prema Ronaldovim riječima, bio je "potpuno neprikladan za djecu". Izdavači su očekivali prodaju od samo nekoliko tisuća primjeraka.
Knjizi je sad trebalo dati naslov. Kao cjelina zvala se Gospodar prstenova, no pojedini djelovi su trebali vlastita imena. Ronald je predložio "Povratak sjene", "Sjena raste" i "Prstenov rat". Ne treba ni reći da su ovi prvi prijedlozi pali u vodu i zajedno s Raynerom Ronald se napokon složio da to budu "Prstenova družina", "Dvije kule" i "Povratak kralja". Posljednji naslov mu se nije sviđao, jer je odavao radnju priče.
Nakon izdavačkih problema poput onih kakve je imao s Hobitom (čak se prepirao s izdavačem oko promjene izgovora dwarves u dwarfs ili elvin u elfin), sve je bilo spremno za objavu Prstenove družine toga ljeta. Ronald je 1954. odlučio da će troje autora (Naomi Mitchinson, Richard Huges i C. S. Lewis) napisati prikaz knjige na ovitku, iako ga je C.S. Lewis upozorio da će mu njegovo ime čovjeka omraženoga u mnogim krugovima "donijeti više štete nego koristi".
C. S. Lewisovo upozorenje pokazalo se potpuno točnim. Edwin Muir iz Observera uspio je istovremeno pohvaliti Ronalda i ignorirati Jacka. Od ostalih, mnogi su kritičari ocijenili kako se radi o briljantnom novom epu, no malen broj ipak ga je držao nezrelim i čudnovatim. Međutim i pismene i usmene kritike bile su dovoljne da u roku od šest tjedana isprazne police u knjižarama. Ronald je bio uglavnom zadovoljan kritikama, no istovremeno i vrlo zaposlen primanjem počasnih doktorata i stupnjeva, nastojeći istodobno završiti dodatke za Povratak kralja. Odlučio je i izostaviti epilog u kojem Sam Gamgee odgovara na pitanja svoje djece što se dogodilo s pojedinim likovima priče.
I Dvije kule dobile su slične kritike nakon što su objavljene u studenom iste godine. Završetak je ostavio čitatelje željne posljednjeg dijela, koji još nije bio završen jer je Ronald radio na koječemu, od kalendara Shirea do feanorskog alfabeta. Konačno, nakon što je završio još i karte pisane runama, Ronald je poslao zgotovljene dodatke. Potom je uzeo toliko potreban odmor i otputovao u Italiju, u Veneciju, koju je opisao kao "vilenjački dražesnu". I konačno, nakon skoro godine razmaka među knjigama, Povratak kralja bio je objavljen, 20. listopada 1955. godine.
Kritike su ponovo bile podijeljene. W. H. Auden oduševljeno je istaknuo da "izgleda kako nitko nema umjereno mišljenje; ili ga, poput mene, ljudi drže remek-djelom svoga žanra ili ga ne mogu podnijeti". Ronalda je zabavljala ta kontroverznost i napisao je:
The Lord of the Rings
is one of those things:
if you like you do:
if you don't, then you boo!
U međuvremenu broj obožavatelja je rastao. Ronald je primio pismo i od stvarnog Sama Gamgeeja. Kako mladić nije čitao knjige (no čuo je da se njegovim imenom zove jedan od likova), Ronald mu je poslao potpisani komplet romana. Tri američka gospodina dala su Ronaldu nacrt svoga mogućeg filmskog tumačenja u kojemu bi družina putovala na orlovima, a lembas bi se zvao "koncentrat hrane". Nepotrebno je reći da je Ronald odbio.
U listopadu 1965. u Americi se pojavila autorizirana verzija Gospodara prstenova (neautorizirana verzija bila se pojavila nešto ranije, bez Ronaldove suglasnosti i bez ikakvog honorara). No svako je zlo za neko dobro, pa je tako kontroverza oko dviju verzija izdanju pružila dosta publiciteta. Izdavač neautoriziranog izdanja, Ace Brooks, uplašen pritiskom ponudio je Ronaldu naknadu za svaki prodani primjerak i obećao da će obustaviti daljnje tiskanje nakon što izdanje bude rasprodano. Do tada je knjiga već bila na vrhu liste bestsellera i okupljala milijune studenata fanova. Kod studenata na Yaleu već je prestigla Gospodara muha, na Harvardu Lovca u raži. "Frodo je živ" i "Gandalfa za predsjednika" bili su popularni slogani. Ronald je čitavu tu pomamu nazivao "moj žalosni kult".
Sada, uz svu tu slavu, život na Sandfield Roadu 76 postajao je uzbudljiv. Ponekad bi Tolkienovi usred noći dobili poziv iz Amerike od potpunog stranca, koji nije imao pojma da 8 sati navečer u New Yorku znači 1 sat noću u Engleskoj. Neki su fotografirali kroz prozore, a broj pisama i poklona bio je ogroman. Konačno je došlo vrijeme da se iz toga kaosa presele na neko mirno mjesto poput Shirea.

### Kasnije godine
Ronald je sad bio službeno umirovljen. On i Edith preselili su u Sandfield Road, otprilike tri kilometra od Oxforda. Nadao se da će završiti Silmarillion za objavljivanje, no teško je bilo završiti ikakav posao uz kartanje ili rješavanje križaljki (često bi črčkao po križaljkama stvarajući nešto što bi onda uklopio u Middle-earth).
Tada je, 22. studenoga 1963. godine, umro C.S. Lewis. Ronald je odbio napisati nekrolog, no osjećao je bol gubitka: "bio je to osjećaj poput udarca sjekirom blizu korijenja," napisao je svojoj kćeri Priscilli.
Dvije godine kasnije Ronald je započeo novu knjigu. Početak je bio sasvim slučajan: bio je zamoljen da napiše predgovor knjizi Georgea McDoinalda (čiji se rad Ronaldu uglavnom nije sviđao, radi svoje alegorijske komponente). Međutim, pristao je napisati predgovor i, karakteristično, nikad ga nije završio. Namjeravao je djeci objasniti značenje riječi "fairy", no pisanje se nije tu i zaustavilo. Na kraju je to postala kratka pripovijetka, natipkana strojem (vrlo neobično), čak je sadržavala izvjesnu količinu one mrske mu alegorije. Naslovljena je Kovač iz Velikog Wootona. Trebala je biti njegova posljednja pripovijest.
Tolkienovi su sad bili prilično imućni, no Ronald je i dalje koristio svaku prigodu za zarađivanje novca, što mu je bila navika preostala iz dana oskudice. Edith je imala blizu 80 godina, a održavanje domaćinstva svakim je danom postajalo sve teže. Morali su pobjeći i od stalne poplave pisama obožavatelja. Tako su se odlučili preseliti u Bournemouth, ljetovališni grad na obali. Edith je konačno bila sretna – gotovo nikada nije uživala u svojem životu supruge oxfordskog profesora, bila je povučena i skoro nikada nije uzvraćala susjedske posjete niti je bila pozivana na domjenke. U Bournemouthu mogla je priređivati vlastite zabave kao supruga slavljenoga pisca J.R.R. Tolkiena. No slavni autor nije uživao koliko i njegova supruga. Povremeno se osjećao kao u zatvoru, a rječiti razgovori bili su vrlo rijetki. No mogao je raditi u svojoj sobi koliko je htio, katolička crkva bila je blizu i, naravno, tu je bilo more koje je volio.
Nastavio je rad na Silmarillionu. Vilenjačke je jezike revidirao i sve u svemu, napredovao je. Edith se, s 82 godine, razboljela. Prevezena je u bolnicu s upalom mokraćnog mjehura i tamo umrla 29. studenoga 1971. godine.
Tolkienu je puknulo srce. Bio je s Edith više od 60 godina. Sada, s vrlo malo obiteljskih obveza, više je putovao. Vratio se u Oxford, posjetio djecu i unučad te razgovarao s članom T.C.B.S.-a Christopherom Wisemanom. U Eveshamu je posjetio svoga brata Hilaryja. Dobio je i mnoge počasne naslove. U Buckinghamskoj palači od kraljice je primio naslov C.B.E. (Zapovjednik Reda Britanskog Carstva), stupanj ispod viteštva. Oxford mu je podario Doctorate of Letters. Unatoč svemu, bio je usamljen. Edithina smrt ostavila je neizbrisivu tugu u njemu.
Ujutro u petak 31. kolovoza 1973. godine Ronald je hitno prevezen u bolnicu s akutnim krvarenjem čira na želucu. Sljedećeg dana infekcija je uznapredovala. Christopher je bio u Francuskoj, Michael u Švicarskoj, a samo su John i Priscilla bili uz njegovu postelju. Dana 2. rujna, u rano nedjeljno jutro, umro je u dobi od 81 godine.

## Uvjerenja

### Vjera
Tolkienov rimokatolicizam bio je značajan čimbenik u prelasku C. S. Lewisa iz ateizma u kršćanstvo, iako je Tolkien bio zaprepašten što se Lewis odlučio pridružiti engleskoj crkvi. Jednom je napisao kćeri Raynera Unwina Camilli, koja je htjela znati svrhu života, da je to "povećati prema našim kapacitetima naše znanje o Bogu svim sredstvima koja imamo, te da nas to potakne na hvalu i zahvalu." Imao je posebnu predanost blagoslovljenom sakramentu, napisavši svom sinu Mihaelu da ćete u "Presvetom Sakramentu ... pronaći romantiku, slavu, čast, vjernost i pravi put svih vaših ljubavi na zemlji, i više od toga ". U skladu s tim potaknuo je učestalo primanje svete pričesti, ponovno napisavši svom sinu Mihaelu da je "jedini lijek za propadanje onesviještene vjere pričest ". Vjerovao je da je Katolička crkva istinita ponajviše zbog ponosa mjesta i časti u kojoj drži Presveti Sakrament. Posljednjih godina svog života, Tolkien se opirao nekim liturgijskim promjenama provedenim nakon Drugog vatikanskog sabora, osobito uporaba engleskog jezika za liturgiju; nastavio je odgovarati na latinskom.

### Rasa
Tolkienovi fantazijski spisi često su optuživani da utjelovljuju zastarjele stavove prema rasi. Međutim, znanstvenici su primijetili da je na njega utjecao viktorijanski stav prema rasi i na književnu tradiciju čudovišta, te da je bio u stvari antirasista i u mirnodopsko vrijeme i tijekom dva svjetska rata. S pozadinom eugenike s kraja 19. stoljeća i strahom od moralnog pada, neki su kritičari spominjanje spoja rasa u Gospodaru prstenova smatrali utjelovljenjem znanstvenog rasizma. Drugi komentatori vidjeli su u Tolkienovim orcima odraz ratnih propagandnih karikatura Japanaca. Kritičari su također primijetili da djelo utjelovljuje moralnu geografiju, s dobrom na Zapadu, zlom na Istoku. Suprotno tome, drugi znanstvenici su primijetili da se Tolkien protivio nacističkoj rasističkoj teoriji u mirnodopsko doba, dok se u Drugom svjetskom ratu jednako protivio protunjemačkoj propagandi. Drugi znanstvenici su izjavili da je Tolkienovo Međuzemlje definitivno polikulturno i višejezično te da napadi na Tolkiena temeljeni na Gospodaru prstenova često izostavljaju relevantne dokaze iz teksta.

### Priroda
Tijekom većine vlastitog života očuvanje prirode nije još bilo na političkoj agendi, a sam Tolkien nije izravno iznosio konzervatorske stavove – osim u nekim privatnim pismima, u kojima govori o svojoj naklonosti šumama i tuzi zbog sječe drveća. Kasnijih godina, brojni autori Tolkienovih životopisa ili književnih analiza zaključuju da je tijekom pisanja Gospodara prstenova Tolkien stekao povećan interes za vrijednost divlje i neukroćene prirode te za zaštitu onoga što je divlje prirode ostalo u industrijalizirani svijet.

## Pisanje

### Utjecaji
Tolkienove knjige fantazije o Međuzemlju, osobito Gospodar prstenova i Silmarilion, imale su širok raspon utjecaja, uključujući njegovo filološko zanimanje za jezik, Kršćanstvo, mitologiju, arheologiju, antičku i modernu književnost te osobno iskustvo. Njegovo se filološko djelo usredotočilo na proučavanje staroengleske književnosti, osobito Beowulfa, i priznao je njegovu važnost za svoje spise. Bio je nadareni lingvist, pod utjecajem germanskog, keltskog, finskog, i grčkog jezika i mitologije. Komentatori su pokušali identificirati mnoge književne i topološke prethodnike za likove, mjesta i događaje u Tolkienovim spisima. Neki su mu pisci bili važni, uključujući i umjetnika i obrtnika Williama Morrisa, koji se nesumnjivo poslužio nekim stvarnim imenima mjesta, poput Bag Enda, imena kuće njegove tetke.Priznao je, također, Johna Buchana i H. Rider Haggarda, autore modernih avanturističkih priča u kojima je uživao. Učinci nekih specifičnih iskustava identificirani su. Tolkienovo djetinjstvo na engleskom selu i njegova urbanizacija rastom Birminghama utjecali su na njegovo stvaranje Shira, dok je njegovo osobno iskustvo borbi u rovovima Prvog svjetskog rata utjecalo na njegov prikaz Mordora.

### Publikacije
"Beowulf: The Monsters and the Critics"
Osim što je pisao beletristiku, Tolkien je bio i autor akademske književne kritike. Njegovo temeljno predavanje iz 1936., kasnije objavljeno kao članak, revolucioniralo je književne kritičare u tretiranju anglosaskog epa Beowulf. Esej je do danas ostao vrlo utjecajan u proučavanju staroengleske književnosti. Beowulf je jedan od najznačajnijih utjecaja na kasniju Tolkienovu fikciju, s tim da su glavni detalji Hobita i Gospodara prstenova prilagođeni pjesmi.
"On Fairy-Stories"
Ovaj esej govori o bajci kao književnom obliku. U početku je napisano kao predavanje Andrewa Langa 1939. na Sveučilištu St Andrews, Škotska. Tolkien se usredotočuje na rad Andrewa Langa kao folklorista i sakupljača bajki. Nije se složio s Langovim širokim uključivanjem, u njegove zbirke vila, putopisnih priča, basni o zvijerima i drugih vrsta priča. Tolkien je imao užu perspektivu, promatrajući bajke kao one koje su se događale u Faerieu, začaranom carstvu, s ili bez vila kao likova. On ih je promatrao kao prirodni razvoj interakcije ljudske mašte i ljudskog jezika.
Hobit
Tolkien nikada nije očekivao da će njegove priče postati popularne, ali je sasvim slučajno knjiga The Hobbit koju je napisao svojoj djeci došla u ruke Susan Dagnall, zaposlenici u londonskoj izdavačkoj tvrtki George Allen & Unwin, koji je nagovorio Tolkiena da ga podnese za objavljivanje. Kada je objavljena godinu dana kasnije, knjiga je privukla odrasle čitatelje, ali i djecu, te je postala dovoljno popularna da su izdavači zatražili od Tolkiena produkciju nastavka.
Gospodar prstenova
Zahtjev za nastavak potaknuo je Tolkiena da započne ono što je postalo njegovo najpoznatije djelo: epski roman Gospodar prstenova (izvorno objavljen u tri sveska 1954. – 1955.). Tolkien je proveo više od deset godina pišući primarnu priču i dodatke za Gospodara prstenova, a za to je vrijeme dobio stalnu podršku Inklinga, osobito svog najbližeg prijatelja C. S. Lewisa, autora knjige Narnijske kronike. Oboje, Hobit i Gospodar prstenova smješteni su u pozadinu radnje Silmarilliona, ali u vremenu nakon njega.
Tolkien je isprva namjeravao Gospodar prstenova da bude dječja priča u stilu Hobita, no u pisanju je brzo potamnio i postao ozbiljniji. Iako izravni nastavak Hobita, obratio se starijoj publici, oslanjajući se na golemu pozadinu Belerianda koju je Tolkien konstruirao prethodnih godina, a koja je na kraju doživjela postumno objavljivanje u Silmarilionu i drugim svescima. Tolkien je snažno utjecao na fantasy žanr koji je učvršćen nakon uspjeha knjige.
Gospodar prstenova postao je iznimno popularan šezdesetih godina prošlog stoljeća i od tada je ostao takav, svrstavši se u jedno od najpopularnijih fikcijskih djela 20. stoljeća, prema ocjenama i prodaje i anketa čitatelja. U istraživanju "Big Read" iz 2003. godine koje je proveo BBC, utvrđeno je da je Gospodar prstenova britanski "najomiljeniji roman". Australci su izglasali Gospodara prstenova "Mojom omiljenom knjigom" u istraživanju koje je 2004. proveo australski ABC. U anketi korisnika Amazon.com iz 1999. godine Gospodar prstenova ocijenjen je kao njihova omiljena "knjiga tisućljeća". Godine 2002. Tolkien je izabran za 92. "najvećeg Britanca" u anketi koju je proveo BBC, a 2004. je izabran za 35. mjesto u Velikoj Južnoafrikancima SABC3, jedinoj osobi koja se pojavila na obje liste. Njegova popularnost nije ograničena samo na engleski govorni svijet: u anketi iz 2004. inspiriranoj britanskim istraživanjem "Big Read", oko 250.000 Nijemaca smatralo je da je Gospodar prstenova njihovo omiljeno književno djelo.
Silmarilion
Tolkien je napisao kratku "Skicu mitologije", koja je uključivala priče o Berenu i Lúthienu i o Túrinu; te je ta skica na kraju evoluirala u Quenta Silmarillion, epsku povijest koju je Tolkien započeo tri puta, ali je nikada nije objavio. Tolkien se očajnički nadao da će ga objaviti zajedno s Gospodom prstenova, ali su izdavači (i Allen & Unwin i Collins) to odbili. Štoviše, troškovi tiskanja bili su vrlo visoki u Velikoj Britaniji 1950 -ih, pa je Gospodar prstenova morao biti objavljen u tri sveska. Priča o ovom kontinuiranom prekrajanju ispričana je u postumnoj seriji Povijest Međuzemlja, koju je uredio Tolkienov sin, Christopher Tolkien. Otprilike 1936. Tolkien je počeo proširivati ovaj okvir tako da uključuje priču o padu Númenora, koja je inspirirana legendom o Atlantidi.
Tolkien je svog sina Christophera imenovao književnim izvršiteljem, a on je (uz pomoć Guya Gavriela Kaya, kasnije poznatog autora fantazije) organizirao dio ovog materijala u jedinstveni koherentan zbornik, objavljen kao Silmarillion 1977. godine. Dobila je nagradu Locus za najbolji fantazijski roman 1978.